# Jack McCoy
Predložak:Infookvir lik u seriji Zakon i red
Okružni tužitelj John James "Jack" McCoy je fiktivni lik iz serije Zakon i red kojeg je od 1994. godine, pa do 2010. tumačio Sam Waterston. McCoy je prema broju pojavljivanja u seriji drugi po redu, iza Anite Van Buren. Dana 28. siječnja 2009. preknut je McCoyjev niz od 333 uzastopna pojavljivanja u epizodama kada se nije pojavio u epizodi "Lucky Stiff".

## Pregled lika
Jack McCoy se u seriji prvi put pojavljuje prvoj epizodi 5. sezone ("Second Opinion") kada postaje Izrvšni pomoćnik okružnog tužioca Adama Schiffa. Odmah se po dolasku predstavlja kao nekonvencionalniji i oštriji odvjetnik nego njegov prethodnik Benjamin Stone. McCoy dosta često zaobilazi, čak i krši, neka pravila kako bi dobio procese, pronašao i opravdao beznačajne razloge za optužbu kada izvorna optužba ne drži vodu, optužio nedužne ljude kako bi ih prepao da svjedoče protiv glavnog optuženog, a poznat je i po svojim strasnim završnim riječima. Zbog ovakvih metoda, McCoy je često optužen za nepoštivanje suda, a dosta je puta Uredu okružnog tužioca donio negativni publicitet. No, McCoyjevi motivi nisu vezani uz korupciju nego isključivo uz njegovu želju za zadovoljavanjem pravde. Zbog ovakvog stava, McCoy bi nekakve manje i beznačajnije slučajeve vodio s jednakim elanom kao i neke od važnijih i kompleksnijih slučajeva koje bi imao. Zbog takvih agresivnih metoda rada dobio je i nadimak "Hang 'em High" McCoy. No, s vremenom je stekao značajnu reputaciju kod svojih kolega i branitelja, te ga je jedan branitelj nazvao "vrhom pravnog prehrambenog lanca", aludirajući na njegovo poznavanje prava i odvjetničke sposobnosti.
S početkom 17. sezone, McCoy postaje Okružni tužitelj, preuzevši tu poziciju od Arthura Brancha. Dana 13. studenog 2007., McCoy se pojavljuje u seriji Zakon i red: Odjel za žrtve, te se time prvi put pojavio u jednom ogranku izvorne serije Zakon i red u ulozi Okružnog tužioca. Njega je na poziciji Izvršnog pomoćnika zamijenio Michael Cutter, mladi tužitelj koji je jako sličan McCoyju u njegovim mlađim danima. Ovakav rasplet je McCoyju često stvarao političke probleme. Nekoliko se puta moglo vidjeti kako McCoy kritizira Cuttera zbog nerazumnog i nepromišljenog ponašanja, no isto tako su McCoyja kritizirali i Okružni tužioci s kojima je on sam radio. U epizodi "Falling" možemo vidjeti kako se McCoy ozbiljno naljuti na Cuttera kada ovaj iskoristi sudsku nagodbu kako bi zabranio jednom paru da na svojoj mentalno bolesnoj kćeri isprobava do tada neisprobani lijek koji zaustavlja fizički razvoj. Na kraju epizode sam dolazi u sudnicu i izbacuje taj dio iz nagodbe, zanemarujući Cutterove želje. U toj mu je epizodi Cutter prigvoroio kako je i on sam u jednom slučaju koristio istu taktiku ("Competence"), no McCoy mu je rekao kako ga je sudac koji je vodio slučaj tada, s pravom, oštro kritizirao zbog takve nagodbe. Zanimljivo je kako McCoy svoje greške priznaje samo kada ga Cutter jako pritisne. Inače ne bi nikada priznao da je pogriješio, iako je sam toga svjestan.
U epizodi "Lucky Stiff" 19. sezone, McCoy započinje svoju izbornu kampanju za Okružnog tužioca okruga New York nakon što je posljednju sezonu odslužio polovicu mandata koju je dobio od Brancha. Prvi koji mu je dao potpis za reizbor bio je Cutter. Njegovog oponenta, tužitelja Joea Chappella, prvi put vidimo u epizodi "Rapture". U epizodi "Promote This" saznajemo kako je 1991. njegova supruga Ellen (od koje se rastavljao) neznajući zaposlila ilegalnu imigrantkinju kao dadilju. Ovo je McCoyju stvorilo dosta problema tijekom slučaja ubojstva u kojem je motiv bio rasizam protiv ilegalnih hispanskih imigranata. U epizodi "Skate or Die" vidimo kako organizatori saznaju da je vlasnik kluba gdje se trebao organizirati McCoyjev posljendji domjenak čovjek koji je proveo 20 godina u zatvoru zbog reketarenja. Na kraju je domjenak prebačen u jedan kineski restoran. U posljednjoj epizodi 19. sezone, "The Drowned and the Saved", zaštitnik McCoyjevog oponenta, guverner Donald Shalvoy, daje ostavku zbog prijetlje tužbom na noć prije izbora, što McCoyju daje dobre izglede za pobjedu. Zanimljivo je kako je Shalvoy dao ostavku nakon Cutterovog pritiska, iako ga je McCoy planirao pustiti bez posljedica. U 20. sezoni saznajemo kako je McCoy bez većih problema pobijedio na izborima za novog okružnog tužitelja i tu je funkciju obavljao još jednu godinu.

## Osobnost
Iako je McCoy brilijantan pravnički um, posjeduje i više od nekoliko značajnijih mana. U epizodi "Aftershock" saznajemo kako ga je njegov otac, policaijac porijeklom iz Irske, fizički zlostavljao, kao i njegovu majku, te da je na koncu preminuo od raka. Sam McCoy je napomenuo kako njegova odlučnost i profesionalna etika dolaze od činjenice da ga je otac kažnjavao pri svakom neuspjehu. U epizodi "In Vino Veritas" nam otkriva kako je njegov otac bio i rasist, te da ga je jednom udario jer je bio u vezi s jednom Poljakinjom. Zbog svega ovoga McCoy dosta često slučajeve shvaća osobno, pogotovo kad su u pitanju rasizam ili zlostavljanje djece.
McCoy se dva puta razvodio (jedna od supruga mu je bila prijašnja asistentica) i ima odraslu kćer, Rebeccu. U epizodi "Fame" novinarka jednog trač magazina piše kako se McCoy nije vidio s kćerkom još od 1997., te on dobiva kovertu sa slikama svoje kćeri. McCoy tu kovertu ne otvara već ju sprema u donju lijevu ladicu svog radnog stola, pokraj boce Jim Beam viskija. U posljednjoj sceni epizode "Fallout" vidimo kako se McCoy susreo s kćerkom u restoranu. U epizodi "Excalibur", McCoy u razgovoru s (fiktivnim) guvernerom New Yorka, Donaldom Shalvoyjem, spominje kako se njegova kći zaposlila u San Diegu, te kako se odvezla u Los Angeles kako bi se susrela s njim dok je on bio na poslovnom sastanku. Shalvoy ovo kasnije iskoriti kako bi ucijenio McCoyja lažno implicirajući kako je koristio službeni budžet za sastanke s kćerkom.
McCoy je također stekao reputaciju zavodnika zbog mnogih afera koje je imao sa svojim asistenticama. U epizodi "Second Opinion" McCoy govori svojoj asistentici Claire Kincaid da je do sada imao aferu sa samo tri asistentice. U istoj epizodi, Claire saznaje kako je McCoy prije nje imao samo 3 asistentice. Claire mu također napominje kako ne želi imati romantičnu vezu s njim, s čime se on i složi. No, u epizodi "Aftershock" saznajemo kako su ipak bili u vezi. Ovakvo je ponašanje često dovelo McCoyja u neprilike. U epizodi "Trophy" njegova bivša asistentica (i ljubavnica) Diana Hawthorne zataji neke dokaze kako bi on dobio slučaj. U epizodi "Missing" vidimo kako branitelji koriste ovu činjenicu protiv njega. Nakon Clairine smrti, McCoy je svoj odnos sa svojim asistenticama ograničio isključivo na profesionalizam, iako je njegovao svoje prijateljstvo s njima, pogotovo uz pobjedonosu časicu Scotcha nakon slučaja.
U epizodi "House Counsel" se ističe McCoyjev iznimni natjecateljski duh kada pokušava osuditi Vincenta Dossa za podmićivanje i ubojstvo člana porote. Dossov branitelj, Paul Kopell, bio je McCoyjev školski kolega koji ima jednako agresivan pristup slučajevima kao i McCoy. Nakon što shvati kako Kopell uspješno pobija svaki njegov argument, McCoy promijeni pristup. On postavi tezu kako Kopell ne djeluje isključivo kao neovisni branitelj, već kao član Dossova lanca organiziranog kriminala, te ga optuži za urotu i suučesništvo u ubojstvu porotnika. Kasnije McCoy govori Kopellovoj supruzi kako ovaj slučaj nije ništa osobno, no ona mu ne vjeruje govoreći kako je njih dvojicu gledala kako se nadmeću posljednjih 25 godina i da obojica imaju pristup "pobjeda pod svaku cijenu", no dodaje kako će, na kraju, obojica izgubiti. Na kraju epizode, iako je pobijedio Kopella, McCoy biva toliko snužden da čak ne želi ući u dizalo s Claire.
U epizodi "Betrayal", McCoy kaže Cutteru kako je Dr. Elizabeth Olivet spavala s jednim pacijentom koji je bio detektiv koji je izgubio partnera. U epizodi "Confession" saznajemo kako je taj detektiv Mike Logan, koji je svog partnera, Maxa Greeveyja, izgubio nekoliko godina prije spomenutog događaja. U epizodi "Betrayal" dr. Oliver smatra kako je tužiteljstvo pozvalo stručnog svjedoka koji je odrađivao studije čiji rezultati još uvijek nisu prihvaćeni od strane šire zajednice. Kada je ona McCoyju rekla kako će svjedočiti u korist obrane, McCoy je osjetio potrebu da Cutteru kaže podatak o vezi s Loganom, koji bi im dobro došao tijekom unakrsnog ispitivanja. Ovaj McCoyjev čin je iroičan jer se u već navedenoj epizodi "Trophy" dogodilo to da su se mnoge presude morale promijeniti zbog Diane Hawthorne, tužiteljice koja je imala aferu s McCoyjem. Najznačajniji od ovih slučajeva je onaj u kojem je nevini čovjek optužen za nekoliko ubojstava (što je riješeno multimilijunskom nagodbom izvan suda), dok je pravi ubojica otkriven tek u toj epizodi. Ironično je i to da je McCoy u to vrijeme bio u vezi s Claire Kincaid, svojom tadašnjom asistenticom.
McCoyjev loš odnos s dr. Olivet započeo je s njihovim prvim susretom u epizodi "Blue Bamboo". U toj je epizodi dr. Olivet psihološki evaluirala optuženog i McCoyju rekla kako se slaže s tezom koju je postavila obrana, tj. da podržava optuženog. McCoy ju tada nije pozvao kao svjedokinju. Od tada McCoy ima zategnut odnos s njom, što je ironično jer ona nikada, osim što se par puta nije složila s njim, nije pokazivala animozitet prema njemu. No, McCoy nekada mora prekršiti svoja načela i zamoliti ju za pomoć. Primjer toga je epizoda "Privileged" u kojoj posinak alkoholičar ubija svoje roditelje, te McCoy poziva dr. Olivet kao stručnu svjedokinju.
Dok McCoy nije zapravo bio član kontrakulture 1960-ih, protestirao je protiv administracije predsjednika Nixona i protiv Vijetnamskog rata. Godine 1972. izdao je članak u pravnom časopisu Sveučilišta u New Yorku u kojem je stao u obranu katoličkih svećenika koji su bili protiv sukoba. No, u epizodi "Rebels" saznajemo kako je i dalje sadržao neke odlike svojih mladenačkih dana: velik je fan punk rock bandova kao što je The Clash i vozi BMW-ov motor.
Za razliku od svog prethodnika Stonea, McCoy je sklon smrtnoj kazni i smatra ju prikladnom za iznimno okrutne zločine i korisno sredstvo pri nagodbama. Ovo ga je dosta često dovodilo u sukob s njegovim libelarnijim kolegama. U epizodi "Savages", nakon što novoizabrani guverner George Pataki ponovo ozakoni smrtnu kaznu u New Yorku, McCoyjeva asistentica Claire Kincaid pita kolika je vjerojatnost da se ubije nedužan čovjek. McCoy obrazloži kako je vjerojatnost, uz poduži proces i mogućnost žalbe, vrlo mala. Tada ga Claire pita je li spreman prihvatiti "vrlo malu vjerojatnost". Njegovo oklijevanje pri odgovoru odaje kako o tome nikada nije razmišljao. No, i on je nekad pokazivao samilost i suosjećanje. Značajan primjer je epizoda "Burned" u kojoj McCoy tuži dječaka s bipolarnim poremećajem za ubojstvo vlastite sestre. Dječakov je bogati djed, koji je i dobar Schiffov prijatelj i za kojeg se ispostavilo da boluje od istog poremećaja, njega pokušao nagovoriti da prizna krivnju i da ode u zatvor, a ne u psihijatrijsku ustanovu gdje mu je i mjesto. To je napravio iz straha od negativnog publiciteta jer je smatrao da bi, kad bi se saznalo za dječakovo stanje, bilo dovoljno dokaza da se ustanovi kako i on boluje od tog poremećaja, što činjenica koja bi naštetila njegovoj reputaciji. McCoy učini sve što je u njegovoj mogućnosti kako bi spriječio nepravednu presudu.
McCoy je odgojen kao katolik, no čini se kako ne prakticira vjeru, i to duže vrijeme. U nekoliko je slučajeva religija bila tema njegovih slučajeva. Značajan primjer ovog je epizoda "Thrill" u kojoj su dva tinejdžera ubila čovjeka čisto iz zabave. No, problem se stvori kada jedan od njih zločin prizna svom ujaku, koji je ujedno i svečenik. Kada se kaseta s priznanjem zapečati kao povjerljiva, McCoy ignorira biskupov zahtjev za očuvanjem ispovijedi i želi dobiti sudski nalog za tu kasetu. Kada ga detektiv Curtis pokušava odgovoriti, napominjući mu kako je katolik, McCoy mu odgovori: "Ne dok sam na poslu.". Detektiv Curtis mu tada kaže da se religija ne primjenjuje samo onda kada nekome odgovara.
No, u epizodi "Under God" McCoy je već bijesan na Crkvu. Kada je jedan čovjek optužen za ubojstvo dilera koji je ubio njegovog sina, svećenik prizna to ubojstvo. Iako McCoy vjeruje kako svećenik samo pokriva čovjeka, odluči ga tužiti. Na kraju te epizode, McCoy objašnjava zašto više ne prakticira vjeru. Kada je imao 8 godina, jedan je njegov prijatelj, koga je McCoy slijedio kao pas, umro. Kada je svećenik želio čuti dječakovu posljednji ispovijed, ovaj je odbio smatrajući da je besmisleno. Tada se okrenuo McCoyju i rekao mu: "Neka mi Bog oprosti ako griješim." To su bile dječakove posljednje riječi. McCoy je još dodao kako i danas povremeno dobije osjećaj da ga taj dječak prati. 
U epizodi "Angel" saznajemo kako su McCoyja obrazovali isusovci. U epizodi "Good Faith" McCoy govori kako je on "posrnuli katolik".

## Konflikti
McCoyjev način rada ga je tijekom serije nekoliko puta doveo u nezgodne situacije. Neke od najozbiljnijih situacija su:
- Zakon i red - epizoda Monster: McCoy je pozvan pred disciplinarnu komisiju Žalbenog odjela Njujorškog Vrhovnog suda zbog optužbi za loše vođenje slučaja prikazanog u epizodi "Under the Influence" malo ranije te sezone, u kojem je McCoy sakrio svjedoka od obrane kako bi mogao napraviti čvršću i težu optužnicu. Kako je ipak objavio te dokaze prije presude, nije prestrogo kažnjen zbog takvog ponašanja. U toj istoj epizodi McCoy upada u probleme zbog činjenice da je u slučaju seksualno zlostavljanje djevojke cijelo vrijeme gonio nedužnog čovjeka kojeg su, kako se kasnije saznalo, detektivi Rey Curtis i Lennie Briscoe prisilili na lažno priznanje. Kada je pravi počinitelj ipak uhvaćen, McCoy je liječnika te djevojke zamolio da branitelju preda lažne podatke.

- Zakon i red - epizoda Invaders: Nakon brutalnog ubojstva njegove asistentice Alexandre Borgie, McCoy ide toliko daleko da podiže besmislenu optužnicu kako bi korumpiranog agenta iz Ureda za suzbijanje droge prestrašio da mu ovaj preda državne dokaze protiv njezinih ubojica. Nakon što mu ovaj trik ne uspije, McCoy, u nadi da će agent policiju odvesti do ubojica, naređuje njegovo puštanje. Na koncu su ubojice ipak uhvaćene, a korumpirani agent ubijen, no guverner New Yorka naređuje da se McCoyju oduzme ovaj slučaj zbog neotrodoksnih metoda koje je koristio. Do kraja ga je slučaja zamijenio tužitelj iz Ureda tužitelja savezne države New York.

- Zakon i red - epizoda The Family Hour: Tijekom slučaja u kojem je državni senator optužen za ubojstvo, medicinski vještak citira krivu knjigu tijekom unakrsnog ispitivanja i kasnije to prizna McCoyju. McCoy želi grešku prijaviti sucu, no tužitelj Arthur Branch odluči kako je greška nebitna, a pomogla bi obrani, te naredi McCoyju da ne govori ništa. Kada McCoy odbija surađivati, PT Connie Rubirosa održi završnu riječ umjesto njega. Iako porota osudi optuženog, McCoy Branchu preda pismo u kojem daje ostavku jer je odstranjen sa slučaja. Branch uspije nagovoriti McCoyja da ostane i kaže mu kako on neće biti tu zauvijek. Nakon toga, McCoy zamjenjuje Brancha na poziciji Okružnog tužioca.

- Zakon i red - epizoda Illegal: McCoy otpusti pomoćnika tužioca Josha Lathama što mu kasnije stvori probleme. Latham je pozvan da svjedoči na sudu, gdje branitelj optuži McCoyja za otpuštanje Lathama zbog političkih razloga. Latham tijekom svjedočenja navodi nekoliko situacija u kojima je McCoy prekršio profesionalnu etiku. U vlastitoj obrani, McCoy je prisiljen priznati te greške, kao i činjenicu da nekada zna prekršiti pravila.

- Zakon i red - epizoda Strike: U ovoj epizodi PT Connie Rubirosa mora prijeći na "tamnu stranu" i postati braniteljica, zbog čega je neki od njezinih kolega iz ureda tužioca provociraju. McCoy brzo staje u obranu svoje kolegice i zaprijeti svakome tko nastavi s tim provokacijama da će seljedećih 5 godina raditi na Prometnom sudu.

- Zakon i red - epizoda Excalubur: McCoy konfrontira guvernera Shalvoyja oko njegove upletenosti u slučaj tajnog eskort servisa i tako riskira svoj posao. Ova je slučaj baziran na slučaju Eliota Spitzera. Na koncu guverner ipak uspije ucijeniti McCoyja kako bi se ovaj povukao sa slučaja. Guverner ipak dočeka pravdu u posljednjoj epizodi 19. sezone kada ga, nakon razgovora s McCoyjem, Cutter ucijeni (preko blefa s praznim papirom) da da ostavku, što ovaj i napravi.

- Zakon i red: Odjel za žrtve - epizoda Blinded: McCoy poziva PT Casey Novak, koja radi u Odjelu za žrtve, u svoj ured i kritizira ju zbog iskorištavanja položaja. Zaprijeti joj kako će joj ne samo dati otkaz, već i oduzeti odvjetničku licencu. Casey je kasnije ipak izgubila svoju licencu zbog laganja sucu, no ne McCoyjevom krivnjom.

- Zakon i red: Odjel za žrtve - epizoda Torch: McCoy se u uredu Odjela za žrtve sastaje s PT Jo Marlowe i napada ju zbog njezinog vođenja slučaja. Nakon kratke svađe i konzultacije s detektivima, odlazi i naređuje joj da ide na sud kako bi dokazala nevinost jednog čovjeka.

## Prihvaćanje od strane publike
Ken Tucker je za Entertainment Weekly napisao kako hvali Dicka Wolfa što je stavio McCoyja u središte nekih od najboljih epizoda 19. sezone ove "besmrtne serije". Tucker u istom članku objašnjava kako McCoy, boreći se s dvoje mladih i tvrdoglavnih pomoćnika, Michaelom Cutterom i Connie Rubirosom, i dalje uspješno debatira, izdaje naredbe i prigovara kada njegovi pomoćnici ne poslušaju njegov pravni savjet.

## Povijest rada
| Vrijeme       | Pomoćnik tužioca  | Izvršni pomoćnik okružnog tužioca | Okružni tužitelj |
| ------------- | ----------------- | --------------------------------- | ---------------- |
| 1994. – 1996. | Claire Kincaid    | Jack McCoy                        | Adam Schiff      |
| 1996. – 1998. | Jamie Ross        | Jack McCoy                        | Adam Schiff      |
| 1998. – 2000. | Abbie Carmichael  | Jack McCoy                        | Adam Schiff      |
| 2000. – 2001. | Abbie Carmichael  | Jack McCoy                        | Nora Lewin       |
| 2001. – 2002. | Serena Southerlyn | Jack McCoy                        | Nora Lewin       |
| 2002. – 2005. | Serena Southerlyn | Jack McCoy                        | Arthur Branch    |
| 2005. – 2006. | Alexandra Borgia  | Jack McCoy                        | Arthur Branch    |
| 2006. – 2007. | Connie Rubirosa   | Jack McCoy                        | Arthur Branch    |
| 2008. – 2010. | Connie Rubirosa   | Michael Cutter                    | Jack McCoy       |